# Станфилд (Орегон)
Станфилд (енгл. Stanfield) град је у америчкој савезној држави Орегон.

## Демографија
По попису из 2010. године број становника је 2.043, што је 64 (3,2%) становника више него 2000. године.
| Група             | 2000.         | 2010.         |
| Белци             | 1.275 (64,4%) | 1.238 (60,6%) |
| Афроамериканци    | 11 (0,6%)     | 2 (0,1%)      |
| Азијати           | 6 (0,3%)      | 2 (0,1%)      |
| Хиспаноамериканци | 614 (31,0%)   | 734 (35,9%)   |
| Укупно            | 1.979         | 2.043         |